# Крылов (Дубенский район)
Крылов (укр. Крилів) — село в Варковичской сельской общине Дубенского района Ровненской области Украины.
Население по переписи 2001 года составляло 396 человек. Почтовый индекс — 35612. Телефонный код — 3656. Код КОАТУУ — 5621680803.